# Campagne de Tarapacá
Guerre du Pacifique
Batailles
Campagne navale
- Chipana
- Iquique
- Punta Gruesa
- Antofagasta (1re)
- Antofagasta (2e)
- Rímac
- Angamos
- Pilcomayo
- Arica (1re)
- Arica (2e)
- Callao

Campagne terrestre
- Topáter
- San Francisco
- Tarapacá
- Los Ángeles
- Alto de la Alianza (Tacna)
- Arica
- Chorrillos
- Miraflores
- Lima
- San Pablo
- Pachia
- La Concepción
- Huamachuco

La campagne de Tarapacá est une courte étape de la campagne terrestre  pendant la Guerre du Pacifique (1879-1884) développée dans les derniers mois de 1879, après que les chiliens aient remporté la supériorité navale définitive à bataille d'Angamos, et tire son nom de la région de Tarapacá où elle s'est déroulée.

## Antécédents
Après Angamos, le gouvernement chilien a commencé les préparatifs d'une invasion du département de Tarapacá, un territoire riche en nitrates et dont la querelle d'exploitation a déclenché la guerre. En sa faveur, le Chili avait l'avantage de la mobilité, puisque l'alliance péruvio-bolivienne ne pouvaient déplacer des troupes et leurs ravitaillements que par voie terrestre. Au cours de cette campagne, les deux armées ont dû endurer les difficultés des combats à travers le désert.
Pour le Chili, le but de la campagne de Tarapacá était de sécuriser le département et de le conserver comme rançon jusqu'à ce que les réparations de guerre soient payées une fois la guerre terminée.

### Les épisodes de cette campagne
2 novembre 1879 :
6 novembre 1879 :
19 novembre 1879 :
27 novembre 1879 :

## Conséquences
Finalement, le Chili a réussi à contrôler le département de Tarapacá. Le principal objectif de la stratégie chilienne a été accompli et la terre en litige était désormais entre les mains du Chili. En outre, le commerce du salpêtre a changé de mains et désormais il est allé au trésor du Chili, ce qui signifiait une aubaine économique.
Du point de vue de l'alliance péruvio-bolivienne, cette campagne a été désastreuse. Le Pérou a perdu près de 200.000 habitants et un revenu de 30 millions de livres sterling en exportations de nitrates. La Bolivie a dû supporter l'humiliation de la retraite de Camarones et la perte d'Antofagasta.
La première armée du Sud a mis fin à la campagne paralysée. Ses commandants, Juan Buendía et Belisario Suárez, ont été exclus de leurs commandements et traduits en cour martiale.
Le résultat de la campagne s'est terminé avec les gouvernements de Mariano Ignacio Prado au Pérou et de Hilarión Daza en Bolivie. Tous deux ont été remplacés par Nicolás de Piérola et Narciso Campero.

### Crédits
- (es) Cet article est partiellement ou en totalité issu de l’article de Wikipédia en espagnol intitulé « Campaña de Tarapacá » (voir la liste des auteurs).